# Deuxième circonscription de la Haute-Garonne
La deuxième circonscription de la Haute-Garonne est l'une des 10 circonscriptions législatives françaises que compte le département de la Haute-Garonne (31) situé en région Occitanie.

## Description géographique et démographique

### De 1958 à 1986
Le département avait six circonscriptions.
La deuxième circonscription de la Haute-Garonne était composée de :
- canton de Montastruc-la-Conseillère
- canton de Toulouse-Centre
- canton de Verfeil

Source : Journal Officiel du 13-14 Octobre 1958.

### De 1988 à 2010
La deuxième circonscription de la Haute-Garonne est délimitée par le découpage électoral de la loi n° 86-1197 du 24 novembre 1986
, elle regroupe les divisions administratives suivantes : 
- canton de Montastruc-la-Conseillère,
- canton de Toulouse-6,
- canton de Toulouse-8,
- canton de Toulouse-15,
- canton de Villemur-sur-Tarn.

D'après le recensement général de la population en 1999, réalisé par l'Institut national de la statistique et des études économiques (INSEE), la population totale de cette circonscription est estimée à 137 935 habitants,.

### Après le redécoupage de 2010
Depuis le redécoupage de 2010 sa composition est la suivante :
- canton de Toulouse-6,
- canton de Toulouse-7,
- canton de Toulouse-15,
- commune de Montastruc-la-Conseillère,
- commune de Montrabé.

La population totale de cette circonscription est alors estimée à 136 216 habitants

## Historique des députations
| Législature | Début de mandat | Fin de mandat  | Député                  | Parti politique | Observations |
| ----------- | --------------- | -------------- | ----------------------- | --------------- | --- |
| VIe         | 3 avril 1978    | 22 mai 1981    | Gérard Bapt             | PS              | Mandat écourté à la suite d'une dissolution parlementaire décidée par François Mitterrand.                                                                     |
| VIIe        | 2 juillet 1981  | 1er avril 1986 | Gérard Bapt             | PS              | |
| VIIIe       | 2 avril 1986    | 14 mai 1988    | Aucun                   |                 | Proportionnelle par département, pas de député par circonscription. Mandat écourté à la suite d'une dissolution parlementaire décidée par François Mitterrand. |
| IXe         | 23 juin 1988    | 1er avril 1993 | Gérard Bapt,            | PS,             | |
| Xe          | 2 avril 1993    | 21 avril 1997  | Robert Huguenard,       | RPR,            | Mandat écourté à la suite d'une dissolution parlementaire décidée par Jacques Chirac.                                                                          |
| XIe         | 12 juin 1997    | 18 juin 2002   | Gérard Bapt             | PS              | |
| XIIe        | 19 juin 2002    | 19 juin 2007   | Gérard Bapt,            | PS,             | |
| XIIIe       | 20 juin 2007    | 19 juin 2012   | Gérard Bapt,            | PS,             | |
| XIVe        | 20 juin 2012    | 20 juin 2017   | Gérard Bapt             | PS              | |
| XVe         | 21 juin 2017    | 21 juin 2022   | Jean-Luc Lagleize       | MoDem           | |
| XVIe        | 22 juin 2022    | 9 juin 2024    | Anne Stambach-Terrenoir | LFI-NUPES       | Mandat écourté à la suite d'une dissolution parlementaire décidée par Emmanuel Macron.                                                                         |
| XVIIe       | 8 juillet 2024  | En cours       | Anne Stambach-Terrenoir | LFI-NFP         | |

## Historique des élections

### Élections de 1958
| Candidat       | Candidat            | Parti          | Premier tour | Premier tour | Second tour | Second tour |  |
| Candidat       | Candidat            | Parti          | Voix         | %            | Voix        | %           |  |
| -------------- | ------------------- | -------------- | ------------ | ------------ | ----------- | ----------- |  |
|                | Georges Hyon        | SFIO           | 9 615        | 23,18        | 12 229      | 29,36       |  |
|                | Pierre Baudis élu   | CNIP           | 8 603        | 20,74        | 14 064      | 33,77       |  |
|                | Georges Malgouyres  | PCF            | 7 821        | 18,85        | 7 703       | 18,5        |  |
|                | Pierre Delnomdedieu | UNR            | 7 529        | 18,15        | 7 651       | 18,37       |  |
|                | Louis Thévenot      | Radsoc         | 4 579        | 11,04        | Retrait     | Retrait     |  |
|                | Roger Gimazane      | Extrême droite | 2 650        | 6,39         | Retrait     | Retrait     |  |
|                | Jacques Mauré       | Radsoc         | 683          | 1,65         |             |             |  |
|                |                     |                |              |              |             |             |  |
| Inscrits       | Inscrits            | Inscrits       | 58 443       | 100,00       | 58 390      | 100,00      |  |
| Abstentions    | Abstentions         | Abstentions    | 15 581       | 26,66        | 15 950      | 27,32       |  |
| Votants        | Votants             | Votants        | 42 862       | 73,34        | 42 440      | 72,68       |  |
| Blancs et nuls | Blancs et nuls      | Blancs et nuls | 1 382        | 3,22         | 793         | 1,87        |  |
| Exprimés       | Exprimés            | Exprimés       | 41 480       | 96,78        | 41 647      | 98,13       |  |

Le suppléant de Pierre Baudis était Étienne Bacquié, agriculteur exploitant, maire adjoint de Toulouse.

### Élections de 1962
| Candidat       | Candidat                    | Parti          | Premier tour | Premier tour | Second tour | Second tour |  |
| Candidat       | Candidat                    | Parti          | Voix         | %            | Voix        | %           |  |
| -------------- | --------------------------- | -------------- | ------------ | ------------ | ----------- | ----------- |  |
|                | Pierre Baudis sortant réélu | RI             | 9 731        | 24,17        | 15 982      | 37,62       |  |
|                | Léo Hamon                   | UNR-UDT        | 9 218        | 22,9         | 11 118      | 26,17       |  |
|                | Georges Malgouyres          | PCF            | 7 861        | 19,53        | 15 387      | 36,22       |  |
|                | Paul Aynié                  | SFIO           | 6 075        | 15,09        | Retrait     | Retrait     |  |
|                | Raymond Badiou              | PSU            | 4 703        | 11,68        | Retrait     | Retrait     |  |
|                | Roger Gimazane              | Extrême droite | 2 667        | 6,63         | Retrait     | Retrait     |  |
|                |                             |                |              |              |             |             |  |
| Inscrits       | Inscrits                    | Inscrits       | 63 306       | 100,00       | 63 307      | 100,00      |  |
| Abstentions    | Abstentions                 | Abstentions    | 21 837       | 34,49        | 19 374      | 30,6        |  |
| Votants        | Votants                     | Votants        | 41 469       | 65,51        | 43 933      | 69,4        |  |
| Blancs et nuls | Blancs et nuls              | Blancs et nuls | 1 214        | 2,93         | 1 446       | 3,29        |  |
| Exprimés       | Exprimés                    | Exprimés       | 40 255       | 97,07        | 42 487      | 96,71       |  |

Le suppléant de Pierre Baudis était Marcel Cavaillé, ingénieur à EDF.

### Élections de 1967
| Candidat       | Candidat              | Parti          | Premier tour | Premier tour | Second tour | Second tour |  |
| Candidat       | Candidat              | Parti          | Voix         | %            | Voix        | %           |  |
| -------------- | --------------------- | -------------- | ------------ | ------------ | ----------- | ----------- |  |
|                | André Rousselet élu   | FGDS (CIR)     | 13 803       | 26,7         | 25 710      | 50,16       |  |
|                | Pierre Baudis sortant | CD (PDM)       | 13 455       | 26,03        | 25 550      | 49,84       |  |
|                | Charles d'Aragon      | UD-Ve          | 12 481       | 24,14        | Retrait     | Retrait     |  |
|                | Georges Malgouyres    | PCF            | 8 877        | 17,17        | Retrait     | Retrait     |  |
|                | Raymond Badiou        | PSU            | 3 082        | 5,96         |             |             |  |
|                |                       |                |              |              |             |             |  |
| Inscrits       | Inscrits              | Inscrits       | 67 912       | 100,00       | 67 912      | 100,00      |  |
| Abstentions    | Abstentions           | Abstentions    | 15 139       | 22,29        | 14 917      | 21,97       |  |
| Votants        | Votants               | Votants        | 52 773       | 77,71        | 52 995      | 78,03       |  |
| Blancs et nuls | Blancs et nuls        | Blancs et nuls | 1 075        | 2,04         | 1 735       | 3,27        |  |
| Exprimés       | Exprimés              | Exprimés       | 51 698       | 97,96        | 51 260      | 96,73       |  |

Le suppléant d'André Rousselet était André Estrade, ancien délégué départemental de François Mitterrand.

### Élections de 1968
| Candidat       | Candidat                | Parti                     | Premier tour | Premier tour | Second tour | Second tour |  |
| Candidat       | Candidat                | Parti                     | Voix         | %            | Voix        | %           |  |
| -------------- | ----------------------- | ------------------------- | ------------ | ------------ | ----------- | ----------- |  |
|                | Pierre Baudis élu       | RI (URP)                  | 19 931       | 38,87        | 26 948      | 54,03       |  |
|                | André Rousselet sortant | FGDS (CIR)                | 12 273       | 23,94        | 22 930      | 45,97       |  |
|                | Georges Malgouyres      | PCF                       | 8 173        | 15,94        | Retrait     | Retrait     |  |
|                | René Segond             | Divers droite (Gaulliste) | 5 087        | 9,92         |             |             |  |
|                | Jean Castan             | CD (PDM)                  | 3 147        | 6,14         |             |             |  |
|                | Pierre Patin            | PSU                       | 1 804        | 3,52         |             |             |  |
|                | Henri de Lassus         | TD                        | 859          | 1,68         |             |             |  |
|                |                         |                           |              |              |             |             |  |
| Inscrits       | Inscrits                | Inscrits                  | 67 885       | 100,00       | 67 884      | 100,00      |  |
| Abstentions    | Abstentions             | Abstentions               | 15 784       | 23,25        | 17 014      | 25,06       |  |
| Votants        | Votants                 | Votants                   | 52 101       | 76,75        | 50 870      | 74,94       |  |
| Blancs et nuls | Blancs et nuls          | Blancs et nuls            | 827          | 1,59         | 992         | 1,95        |  |
| Exprimés       | Exprimés                | Exprimés                  | 51 274       | 98,41        | 49 878      | 98,05       |  |

Le suppléant de Pierre Baudis était Marcel Cavaillé. Marcel Cavaillé est élu sénateur en 1971.

### Élections de 1973
| Candidat       | Candidat                    | Parti          | Premier tour | Premier tour | Second tour | Second tour |  |
| Candidat       | Candidat                    | Parti          | Voix         | %            | Voix        | %           |  |
| -------------- | --------------------------- | -------------- | ------------ | ------------ | ----------- | ----------- |  |
|                | Pierre Baudis sortant réélu | RI (URP)       | 21 880       | 41,45        | 27 702      | 50,89       |  |
|                | Henri Michel                | PS (UGSD)      | 13 260       | 25,12        | 26 733      | 49,11       |  |
|                | Claude Llabres              | PCF            | 9 186        | 17,4         | Retrait     | Retrait     |  |
|                | Marcel Dumaine              | Rad (MR)       | 4 382        | 8,3          |             |             |  |
|                | Pierre Bernat               | Extrême droite | 1 487        | 2,82         |             |             |  |
|                | Michel Pujol                | LCR            | 1 404        | 2,66         |             |             |  |
|                | Roger Gos                   | Divers droite  | 655          | 1,24         |             |             |  |
|                | Michel Éliard               | OCT            | 538          | 1,02         |             |             |  |
|                |                             |                |              |              |             |             |  |
| Inscrits       | Inscrits                    | Inscrits       | 68 231       | 100,00       | 68 229      | 100,00      |  |
| Abstentions    | Abstentions                 | Abstentions    | 14 125       | 20,7         | 12 445      | 18,24       |  |
| Votants        | Votants                     | Votants        | 54 106       | 79,3         | 55 784      | 81,76       |  |
| Blancs et nuls | Blancs et nuls              | Blancs et nuls | 1 314        | 2,43         | 1 349       | 2,42        |  |
| Exprimés       | Exprimés                    | Exprimés       | 52 792       | 97,57        | 54 435      | 97,58       |  |

Le suppléant de Pierre Baudis était François Farré, conseiller régional, maire adjoint de Toulouse.

### Élections de 1978
| Candidat       | Candidat                | Parti                   | Premier tour | Premier tour | Second tour | Second tour |  |
| Candidat       | Candidat                | Parti                   | Voix         | %            | Voix        | %           |  |
| -------------- | ----------------------- | ----------------------- | ------------ | ------------ | ----------- | ----------- |  |
|                | Pierre Baudis sortant   | UDF (PR)                | 26 413       | 42,27        | 31 654      | 48,76       |  |
|                | Gérard Bapt élu         | PS                      | 16 767       | 26,83        | 33 262      | 51,24       |  |
|                | René Piquet             | PCF                     | 12 374       | 19,80        | Retrait     | Retrait     |  |
|                | Marie-Christine Auriach | Écologie 78             | 2 630        | 4,21         |             |             |  |
|                | Christian Inglèse       | Extrême droite (UFBS)   | 952          | 1,52         |             |             |  |
|                | Michel Teulé            | UGP                     | 896          | 1,43         |             |             |  |
|                | Marc Merouani           | diss. MRG               | 633          | 1,01         |             |             |  |
|                | Marie-Josée Fourtanier  | Divers gauche (Choisir) | 576          | 0,92         |             |             |  |
|                | Vincent Lopez           | LO                      | 478          | 0,76         |             |             |  |
|                | Gilbert Sincyr          | FN                      | 429          | 0,69         |             |             |  |
|                | José Chidlovsky         | LCR                     | 339          | 0,54         |             |             |  |
|                |                         |                         |              |              |             |             |  |
| Inscrits       | Inscrits                | Inscrits                | 78 229       | 100,00       | 78 229      | 100,00      |  |
| Abstentions    | Abstentions             | Abstentions             | 14 864       | 19           | 12 229      | 15,63       |  |
| Votants        | Votants                 | Votants                 | 63 365       | 81           | 66 000      | 84,37       |  |
| Blancs et nuls | Blancs et nuls          | Blancs et nuls          | 878          | 1,39         | 1 084       | 1,64        |  |
| Exprimés       | Exprimés                | Exprimés                | 62 487       | 98,61        | 64 916      | 98,36       |  |

Le suppléant de Gérard Bapt était Jean Montel, salarié à la SNIAS, conseiller municipal de Saint-Jean.

### Élections de 1981
| Candidat       | Candidat                  | Parti          | Premier tour | Premier tour | Second tour | Second tour |  |
| Candidat       | Candidat                  | Parti          | Voix         | %            | Voix        | %           |  |
| -------------- | ------------------------- | -------------- | ------------ | ------------ | ----------- | ----------- |  |
|                | Gérard Bapt sortant réélu | PS             | 25 926       | 49,69        | 34 635      | 63,84       |  |
|                | François Farré            | UDF (UNM)      | 17 316       | 33,19        | 19 619      | 36,16       |  |
|                | Claude Llabres            | PCF            | 6 877        | 13,18        |             |             |  |
|                | René Segond               | Divers (GO)    | 1 105        | 2,12         |             |             |  |
|                | Bertrand Verdier          | PSU            | 950          | 1,82         |             |             |  |
|                |                           |                |              |              |             |             |  |
| Inscrits       | Inscrits                  | Inscrits       | 80 219       | 100,00       | 80 197      | 100,00      |  |
| Abstentions    | Abstentions               | Abstentions    | 26 812       | 33,42        | 24 981      | 31,15       |  |
| Votants        | Votants                   | Votants        | 53 407       | 66,58        | 55 216      | 68,85       |  |
| Blancs et nuls | Blancs et nuls            | Blancs et nuls | 1 233        | 2,31         | 962         | 1,74        |  |
| Exprimés       | Exprimés                  | Exprimés       | 52 174       | 97,69        | 54 254      | 98,26       |  |

Le suppléant de Gérard Bapt était André Laur, technicien.

### Élections de 1988
| Candidat                      | Candidat                  | Parti          | Premier tour | Premier tour | Second tour | Second tour |  |
| Candidat                      | Candidat                  | Parti          | Voix         | %            | Voix        | %           |  |
| ----------------------------- | ------------------------- | -------------- | ------------ | ------------ | ----------- | ----------- |  |
|                               | Gérard Bapt sortant réélu | PS             | 25 686       | 47,48        | 31 538      | 55,09       |  |
|                               | Jean-Paul Séguéla sortant | RPR (URC)      | 20 131       | 37,21        | 25 713      | 44,91       |  |
|                               | Pierre Ponthieu           | FN             | 4 637        | 8,57         |             |             |  |
|                               | Charles Marziani          | PCF            | 3 644        | 6,74         |             |             |  |
|                               |                           |                |              |              |             |             |  |
| Inscrits                      | Inscrits                  | Inscrits       | 80 502       | 100,00       | 80 494      | 100,00      |  |
| Abstentions                   | Abstentions               | Abstentions    | 25 422       | 31,58        | 21 979      | 27,31       |  |
| Votants                       | Votants                   | Votants        | 55 080       | 68,42        | 58 515      | 72,69       |  |
| Blancs et nuls                | Blancs et nuls            | Blancs et nuls | 982          | 1,78         | 1 264       | 2,16        |  |
| Exprimés                      | Exprimés                  | Exprimés       | 54 098       | 98,22        | 57 251      | 97,84       |  |
| Source : Data.gouv et CEVIPOF |                           |                |              |              |             |             |  |

Le suppléant de Gérard Bapt était André Laur, employé du centre d'essais aéronautique, Montastruc-la-Conseillère.

### Élections de 1993
| Candidat                      | Candidat             | Parti          | Premier tour | Premier tour | Second tour | Second tour |  |
| Candidat                      | Candidat             | Parti          | Voix         | %            | Voix        | %           |  |
| ----------------------------- | -------------------- | -------------- | ------------ | ------------ | ----------- | ----------- |  |
|                               | Robert Huguenard élu | RPR (UPF)      | 22 430       | 38,26        | 30 548      | 52,5        |  |
|                               | Gérard Bapt sortant  | PS             | 15 565       | 26,55        | 27 639      | 47,5        |  |
|                               | Bernard Vincent      | FN             | 6 964        | 11,88        |             |             |  |
|                               | Ghislain Vergnes     | Les Verts (EÉ) | 4 838        | 8,25         |             |             |  |
|                               | Charles Marziani     | PCF            | 3 794        | 6,47         |             |             |  |
|                               | Josette Loizeau      | LT-LNÉ         | 1 292        | 2,2          |             |             |  |
|                               | Elisabeth Podgorny   | LO             | 1 069        | 1,82         |             |             |  |
|                               | Jean-Pierre Bouissel | CNIP           | 682          | 1,16         |             |             |  |
|                               | Danièle Bayle        | Divers         | 638          | 1,35         |             |             |  |
|                               | Didier Pagès         | Divers         | 535          | 0,91         |             |             |  |
|                               | Fabrice Rastoul      | PT             | 323          | 0,55         |             |             |  |
|                               | Angelo Ranieri       | Divers droite  | 285          | 0,49         |             |             |  |
|                               | Gilles Mestejanot    | PLN            | 215          | 0,37         |             |             |  |
|                               |                      |                |              |              |             |             |  |
| Inscrits                      | Inscrits             | Inscrits       | 86 846       | 100,00       | 87 240      | 100,00      |  |
| Abstentions                   | Abstentions          | Abstentions    | 24 670       | 28,41        | 24 620      | 28,22       |  |
| Votants                       | Votants              | Votants        | 62 176       | 71,59        | 62 620      | 71,78       |  |
| Blancs et nuls                | Blancs et nuls       | Blancs et nuls | 3 546        | 5,7          | 4 433       | 7,08        |  |
| Exprimés                      | Exprimés             | Exprimés       | 58 630       | 94,3         | 58 187      | 92,92       |  |
| Source : Data.gouv et CEVIPOF |                      |                |              |              |             |             |  |

Le suppléant de Robert Huguenard était Michel Baselga, ingénieur, conseiller municipal de Balma.

### Élections de 1997
| Candidat       | Candidat                    | Parti             | Premier tour | Premier tour | Second tour | Second tour |  |
| Candidat       | Candidat                    | Parti             | Voix         | %            | Voix        | %           |  |
| -------------- | --------------------------- | ----------------- | ------------ | ------------ | ----------- | ----------- |  |
|                | Gérard Bapt élu             | PS                | 20 692       | 34,37        | 34 631      | 55,59       |  |
|                | Robert Huguenard sortant    | RPR               | 16 566       | 27,51        | 27 669      | 44,41       |  |
|                | Philippe Riey               | FN                | 8 464        | 14,06        |             |             |  |
|                | Charles Marziani            | PCF               | 4 289        | 7,12         |             |             |  |
|                | Élisée Brugarolas           | Les Verts         | 1 887        | 3,13         |             |             |  |
|                | Élisabeth Podgorny          | LO                | 1 662        | 2,76         |             |             |  |
|                | Jean-Baptiste de Scorraille | LDI (CNIP)        | 1 464        | 2,43         |             |             |  |
|                | Gilles Hourquet             | GÉ                | 1 111        | 1,85         |             |             |  |
|                | Michel Metz                 | US4J              | 825          | 1,37         |             |             |  |
|                | Pierre Vidal                | MDC               | 820          | 1,36         |             |             |  |
|                | Lucien Sanchez              | LCR               | 688          | 1,14         |             |             |  |
|                | Anne-Marie Balacey          | LT-LNÉ            | 686          | 1,14         |             |             |  |
|                | Pierre Cabaré               | Divers écologiste | 415          | 0,69         |             |             |  |
|                | Jean Vilotte                | Régionaliste (PO) | 341          | 0,57         |             |             |  |
|                | Sylvia Kipen                | IR                | 225          | 0,37         |             |             |  |
|                | Isabelle Mestejanot         | PLN               | 76           | 0,13         |             |             |  |
|                |                             |                   |              |              |             |             |  |
| Inscrits       | Inscrits                    | Inscrits          | 90 450       | 100,00       | 90 447      | 100,00      |  |
| Abstentions    | Abstentions                 | Abstentions       | 27 036       | 29,89        | 23 673      | 26,17       |  |
| Votants        | Votants                     | Votants           | 63 414       | 70,11        | 66 774      | 73,83       |  |
| Blancs et nuls | Blancs et nuls              | Blancs et nuls    | 3 203        | 5,05         | 4 474       | 6,7         |  |
| Exprimés       | Exprimés                    | Exprimés          | 60 211       | 94,95        | 62 300      | 93,3        |  |

Le suppléant de Gérard Bapt était André Laur.

### Élections de 2002
| Candidat       | Candidat                  | Parti             | Premier tour | Premier tour | Second tour | Second tour |  |
| Candidat       | Candidat                  | Parti             | Voix         | %            | Voix        | %           |  |
| -------------- | ------------------------- | ----------------- | ------------ | ------------ | ----------- | ----------- |  |
|                | Gérard Bapt sortant réélu | PS                | 24 524       | 35,85        | 32 173      | 51,46       |  |
|                | Danièle Damin             | UMP               | 21 027       | 30,74        | 30 348      | 48,54       |  |
|                | Philippe Riey             | FN                | 7 255        | 10,61        |             |             |  |
|                | Jean-Marc Dumoulin        | UDF               | 4 918        | 7,19         |             |             |  |
|                | Nicole Debédat            | Les Verts         | 2 337        | 3,42         |             |             |  |
|                | Charles Marziani          | PCF               | 1 862        | 2,72         |             |             |  |
|                | Eliane Assanelli          | LCR               | 1 332        | 1,95         |             |             |  |
|                | Pierre Fuziès             | CPNT              | 1 148        | 1,68         |             |             |  |
|                | Nathalie Pons             | Pôle républicain  | 877          | 1,28         |             |             |  |
|                | Isabelle Garbarsky        | Divers écologiste | 724          | 1,06         |             |             |  |
|                | Marie-France Dumas        | MNR               | 537          | 0,79         |             |             |  |
|                | Elisabeth Podgorny        | LO                | 481          | 0,7          |             |             |  |
|                | Bernard Coda              | MHAN              | 428          | 0,63         |             |             |  |
|                | Marie-Chantal Cabanac     | ÉD                | 364          | 0,53         |             |             |  |
|                | Dominique Salgon          | Régionaliste      | 223          | 0,33         |             |             |  |
|                | Bernard Gourmelon         | ND                | 169          | 0,25         |             |             |  |
|                | Fabrice Rastoul           | PT                | 93           | 0,14         |             |             |  |
|                | Christine Giroud-Duval    | Divers            | 55           | 0,08         |             |             |  |
|                | Hervé Hirigoyen           | Divers            | 51           | 0,07         |             |             |  |
|                |                           |                   |              |              |             |             |  |
| Inscrits       | Inscrits                  | Inscrits          | 99 808       | 100,00       | 99 806      | 100,00      |  |
| Abstentions    | Abstentions               | Abstentions       | 30 010       | 30,07        | 34 735      | 34,8        |  |
| Votants        | Votants                   | Votants           | 69 798       | 69,93        | 65 071      | 65,2        |  |
| Blancs et nuls | Blancs et nuls            | Blancs et nuls    | 1 393        | 2            | 2 550       | 3,92        |  |
| Exprimés       | Exprimés                  | Exprimés          | 68 405       | 98           | 62 521      | 96,08       |  |

Le suppléant de Gérard Bapt était Claude Calestroupat, conseiller général du canton de Toulouse-15, ancien directeur de société.

### Élections de 2007
| Candidat       | Candidat                  | Parti          | Premier tour | Premier tour | Second tour | Second tour |  |
| Candidat       | Candidat                  | Parti          | Voix         | %            | Voix        | %           |  |
| -------------- | ------------------------- | -------------- | ------------ | ------------ | ----------- | ----------- |  |
|                | Danièle Damin             | UMP            | 25 587       | 36,41        | 32 547      | 46,23       |  |
|                | Gérard Bapt sortant réélu | PS             | 24 733       | 35,2         | 37 854      | 53,77       |  |
|                | Thierry Bertrand          | UDF–MoDem      | 5 982        | 8,51         |             |             |  |
|                | Maïthé Carsalade          | NC             | 2 795        | 3,98         |             |             |  |
|                | Stéphane Coppey           | Les Verts      | 2 793        | 3,97         |             |             |  |
|                | Philippe Riey             | FN             | 2 336        | 3,32         |             |             |  |
|                | Julien Terrié             | LCR            | 1 977        | 2,81         |             |             |  |
|                | Dominique Satge-Sangely   | PCF            | 1 941        | 2,76         |             |             |  |
|                | David Salvador            | MPF            | 598          | 0,85         |             |             |  |
|                | Marcel Campels            | CPNT           | 576          | 0,79         |             |             |  |
|                | Roger Strobel             | Divers         | 552          | 0,79         |             |             |  |
|                | Élisabeth Podgorny        | LO             | 309          | 0,44         |             |             |  |
|                | Gérard Couvert            | Divers droite  | 83           | 0,12         |             |             |  |
|                | Robert Raich              | Divers         | 6            | 0,01         |             |             |  |
|                | René Bickel               | Divers         | 0            | 0            |             |             |  |
|                |                           |                |              |              |             |             |  |
| Inscrits       | Inscrits                  | Inscrits       | 110 647      | 100,00       | 110 643     | 100,00      |  |
| Abstentions    | Abstentions               | Abstentions    | 39 449       | 35,65        | 38 375      | 34,68       |  |
| Votants        | Votants                   | Votants        | 71 198       | 64,35        | 72 268      | 65,32       |  |
| Blancs et nuls | Blancs et nuls            | Blancs et nuls | 930          | 1,31         | 1 867       | 2,58        |  |
| Exprimés       | Exprimés                  | Exprimés       | 70 268       | 98,69        | 70 401      | 97,42       |  |

Le suppléant de Gérard Bapt était Grégory Merelo, de L'Union.

### Élections de 2012
| Candidat       | Candidat                  | Parti                           | Premier tour | Premier tour | Second tour | Second tour |  |
| Candidat       | Candidat                  | Parti                           | Voix         | %            | Voix        | %           |  |
| -------------- | ------------------------- | ------------------------------- | ------------ | ------------ | ----------- | ----------- |  |
|                | Gérard Bapt sortant réélu | PS                              | 25 308       | 46,38        | 32 025      | 64,91       |  |
|                | Nicolas Bonleux           | UMP                             | 11 803       | 21,63        | 17 309      | 35,09       |  |
|                | Séverine Cavin            | RBM (FN)                        | 6 799        | 12,46        |             |             |  |
|                | Charles Marziani          | FG (PCF) (PG)                   | 4 290        | 7,86         |             |             |  |
|                | Cécile Péguin             | EÉLV (POC)                      | 2 427        | 4,45         |             |             |  |
|                | André Gallego             | PRV (ARES)                      | 1 165        | 2,13         |             |             |  |
|                | Raphaël Isla              | Pirate                          | 660          | 1,21         |             |             |  |
|                | Jacqueline Escudié        | AÉI                             | 540          | 0,99         |             |             |  |
|                | Jean-Louis Thomas         | DLR                             | 511          | 0,94         |             |             |  |
|                | Fanny Fontugne            | NPA                             | 289          | 0,53         |             |             |  |
|                | Patrick Le Bihan          | CNIP                            | 245          | 0,45         |             |             |  |
|                | Jean Alamichel            | NC                              | 228          | 0,42         |             |             |  |
|                | Michel Laserge            | LO                              | 181          | 0,33         |             |             |  |
|                | Josette Augé              | URP                             | 69           | 0,13         |             |             |  |
|                | Jean-Claude Michavila     | Divers (Mouvement Allez la vie) | 52           | 0,10         |             |             |  |
|                |                           |                                 |              |              |             |             |  |
| Inscrits       | Inscrits                  | Inscrits                        | 94 408       | 100,00       | 94 420      | 100,00      |  |
| Abstentions    | Abstentions               | Abstentions                     | 39 129       | 41,45        | 43 445      | 46,01       |  |
| Votants        | Votants                   | Votants                         | 55 279       | 58,55        | 50 975      | 53,99       |  |
| Blancs et nuls | Blancs et nuls            | Blancs et nuls                  | 712          | 1,29         | 1 641       | 3,22        |  |
| Exprimés       | Exprimés                  | Exprimés                        | 54 567       | 98,71        | 49 334      | 96,78       |  |

Le suppléant de Gérard Bapt était Bertrand Monthubert, mathématicien, Président de l'Université Toulouse-III Paul Sabatier.

### Élections de 2017
|                                                                                  | |                           |                           |                          |                          |
|                                                                                  | | Premier tour 11 juin 2017 | Premier tour 11 juin 2017 | Second tour 18 juin 2017 | Second tour 18 juin 2017 |
|                                                                                  | |                           |                           |                          |                          |
|                                                                                  | | Nombre                    | % des inscrits            | Nombre                   | % des inscrits           |
| Inscrits                                                                         | Inscrits | 100 456                   | 100,00                    | 100 472                  | 100,00                   |
| Abstentions                                                                      | Abstentions | 48 522                    | 48,30                     | 55 865                   | 55,60                    |
| Votants                                                                          | Votants | 51 934                    | 51,70                     | 44 607                   | 44,40                    |
|                                                                                  | |                           | % des votants             |                          | % des votants            |
| Bulletins blancs                                                                 | Bulletins blancs | 561                       | 1,08                      | 2 690                    | 6,03                     |
| Bulletins nuls                                                                   | Bulletins nuls | 236                       | 0,45                      | 1 224                    | 2,74                     |
| Suffrages exprimés                                                               | Suffrages exprimés | 51 137                    | 98,47                     | 40 693                   | 91,23                    |
|                                                                                  | |                           |                           |                          |                          |
| Candidat Étiquette politique (partis et alliances)                               | Candidat Étiquette politique (partis et alliances)                                                                    | Voix                      | % des exprimés            | Voix                     | % des exprimés           |
|                                                                                  | |                           |                           |                          |                          |
|                                                                                  | Jean-Luc Lagleize Mouvement démocrate (La République en marche !)                                                     | 19 234                    | 37,61                     | 22 580                   | 55,49                    |
|                                                                                  | Anne Stambach-Terrenoir La France insoumise                                                                           | 7 902                     | 15,45                     | 18 113                   | 44,51                    |
|                                                                                  | Gérard Bapt (député sortant) Parti socialiste (Parti radical de gauche)                                               | 7 352                     | 14,38                     |                          |                          |
|                                                                                  | Christine Gennaro-Saint Les Républicains (Union des démocrates et indépendants - Chasse, pêche, nature et traditions) | 5 786                     | 11,31                     |                          |                          |
|                                                                                  | Nadine Alex Front national                                                                                            | 5 095                     | 9,96                      |                          |                          |
|                                                                                  | Salah Amokrane Europe Écologie Les Verts (Parti socialiste diss.)                                                     | 3 072                     | 6,01                      |                          |                          |
|                                                                                  | Serge Nicolo Parti communiste français                                                                                | 1 087                     | 2,13                      |                          |                          |
|                                                                                  | Yves Ribes Debout la France                                                                                           | 362                       | 0,71                      |                          |                          |
|                                                                                  | Régine Papierski Divers (Union populaire républicaine)                                                                | 352                       | 0,69                      |                          |                          |
|                                                                                  | Clotilde Barthélémy Lutte ouvrière                                                                                    | 326                       | 0,64                      |                          |                          |
|                                                                                  | Catherine Cathala Écologiste (Confédération pour l'homme, l'animal et la planète)                                     | 312                       | 0,61                      |                          |                          |
|                                                                                  | Adrien-Jean Marquez-Velasco Écologiste (Mouvement 100 %)                                                              | 257                       | 0,50                      |                          |                          |
| Source : Ministère de l'Intérieur - Deuxième circonscription de la Haute-Garonne | |                           |                           |                          |                          |

La suppléante de Jean-Luc Lagleize était Aurore Durand-Raucher, directrice adjointe de résidences seniors médicalisées, de Bessières.

### Élections de 2022
| Résultats des élections législatives des 12 et 19 juin 2022 de la 2e circonscription Haute-Garonne |                          |                          |                          |              |              |             |             |
| Candidat                                                                                           | Candidat                 | Parti et coalition       | Nuance                   | Premier tour | Premier tour | Second tour | Second tour |
| Candidat                                                                                           | Candidat                 | Parti et coalition       | Nuance                   | Voix         | %            | Voix        | %           |
| | Anne Stambach-Terrenoir, | LFI (NUPES)              | NUP                      | 20 570       | 37,25        | 26 895      | 52,90       |
| | Jean-Luc Lagleize        | MoDem (ENS)              | ENS                      | 14 807       | 26,81        | 23 946      | 47,10       |
| | Sonia Teychene           | RN                       | RN                       | 7 425        | 13,12        |             |             |
| | Gilles Joviado           | PRG                      | DVG                      | 3 840        | 6,95         |             |             |
| | Christine Gennaro-Saint  | LR (UDC)                 | LR                       | 3 174        | 5,75         |             |             |
| | Pauline Lorans           | REC                      | REC                      | 2 397        | 4,34         |             |             |
| | Nicolas Karasiak         | PA                       | ECO                      | 846          | 1,53         |             |             |
| | Charles Campo            | LP (UPF)                 | DSV                      | 576          | 1,04         |             |             |
| | Clothilde Barthélémy     | LO                       | DXG                      | 439          | 0,79         |             |             |
| | Catherine Cathala        | MHAN (TUPLV)             | ECO                      | 423          | 0,77         |             |             |
| | Laurent Bales            | BO                       | REG                      | 354          | 0,64         |             |             |
| | Pierre Martin            | PP                       | DIV                      | 305          | 0,55         |             |             |
| | Adeline Guibert          | AUP (RdP)                | DVG                      | 250          | 0,45         |             |             |
| | Estelle De Tournadre     | SE                       | DIV                      | 0            | 0            |             |             |
| Votes valides                                                                                      | Votes valides            | Votes valides            | Votes valides            | 55 226       | 98,13        | 50 841      | 93.02       |
| Votes blancs                                                                                       | Votes blancs             | Votes blancs             | Votes blancs             | 751          | 1,33         | 2501        | 4.58        |
| Votes nuls                                                                                         | Votes nuls               | Votes nuls               | Votes nuls               | 302          | 0,54         | 1314        | 2.40        |
| Total                                                                                              | Total                    | Total                    | Total                    | 56 279       | 100          | 54 656      | 100         |
| Abstention                                                                                         | Abstention               | Abstention               | Abstention               | 49 024       | 46,56        | 50 683      | 48.11       |
| Inscrits / participation                                                                           | Inscrits / participation | Inscrits / participation | Inscrits / participation | 105 303      | 53,44        | 105 339     | 51.89       |

Le suppléant d'Anne Stambach-Terrenoir était Julien Cadieu, conseiller municipal de L'Union.

### Élections de 2024
| Candidat                 | Candidat                 | Parti et coalition       | Nuances                  | Premier tour | Premier tour | Second tour | Second tour |
| Candidat                 | Candidat                 | Parti et coalition       | Nuances                  | Voix         | %            | Voix        | %           |
| ------------------------ | ------------------------ | ------------------------ | ------------------------ | ------------ | ------------ | ----------- | ----------- |
|                          | Anne Stambach-Terrenoir  | LFI (NFP)                | UG                       | 30 402       | 40,53        | 33 063      | 44,41       |
|                          | Jean-Luc Lagleize        | MoDem (ENS)              | ENS                      | 20 934       | 27,91        | 20 819      | 27,96       |
|                          | Franck Khalifa           | RN                       | RN                       | 19 815       | 26,41        | 20 575      | 27,63       |
|                          | Pauline Lorans           | REC                      | REC                      | 1 366        | 1,82         |             |             |
|                          | Maxime Mayoral           | ÉA                       | ECO                      | 1 306        | 1,74         |             |             |
|                          | Arthur Nestier           | Équinoxe                 | ECO                      | 606          | 0,81         |             |             |
|                          | Clotilde Barthélémy      | LO                       | EXG                      | 588          | 0,78         |             |             |
|                          |                          |                          |                          |              |              |             |             |
| Votes valides            | Votes valides            | Votes valides            | Votes valides            | 75 017       | 97,17        | 74 457      | 97,43       |
| Votes blancs             | Votes blancs             | Votes blancs             | Votes blancs             | 1 540        | 1,99         | 1 417       | 1,85        |
| Votes nuls               | Votes nuls               | Votes nuls               | Votes nuls               | 644          | 0,83         | 547         | 0,72        |
| Total                    | Total                    | Total                    | Total                    | 77 201       | 100          | 76 421      | 100         |
| Abstention               | Abstention               | Abstention               | Abstention               | 29 396       | 27,58        | 30 197      | 28,32       |
| Inscrits / participation | Inscrits / participation | Inscrits / participation | Inscrits / participation | 106 597      | 72,42        | 106 618     | 71,68       |

Le suppléant d'Anne Stambach-Terrenoir est Julien Cadieu, conseiller municipal de L'Union.

#### Département de la Haute-Garonne
- La fiche de l'INSEE de cette circonscription : « Tableaux et Analyses de la deuxième circonscription de la Haute-Garonne », sur insee.fr, site de l'Institut national de la statistique et des études économiques (consulté le 10 juin 2007) [PDF]

- « Tous les députés du département de la Haute-Garonne depuis 1789 », sur assemblee-nationale.fr, site de l'Assemblée nationale française (consulté le 10 juin 2007)

- « Informations contentieuses sur le département de la Haute-Garonne (Élections législatives de 2002) »(Archive.org • Wikiwix • Archive.is • Google • Que faire ?), sur conseil-constitutionnel.fr, site du Conseil constitutionnel (consulté le 13 juin 2007)

#### Circonscriptions en France
- « Carte des circonscriptions législatives en France », sur assemblee-nationale.fr, site de l'Assemblée nationale française (consulté le 20 juin 2007)

- « Résultats électoraux officiels en France »(Archive.org • Wikiwix • Archive.is • Google • Que faire ?), sur interieur.gouv.fr, site du ministère de l'Intérieur (France) (consulté le 13 juin 2007)

- Description et Atlas des circonscriptions électorales de France sur http://www.atlaspol.com, Atlaspol, site de cartographie géopolitique, consulté le 13 juin 2007.